# Fakultet informatike i digitalnih tehnologija
Fakultet informatike i digitalnih tehnologija (FIDIT) je znanstveno-nastavna sastavnica Sveučilišta u Rijeci koja se bavi izobrazbom kadrova i znanstveno-istraživačkim radom u domeni informatike. Fakultet formalno djeluje u području društvenih znanosti, polju informacijskih znanosti, ali dio osoblja provodi znanstvena istraživanja u području tehničkih znanosti, polju računarskih znanosti.

## Povijest
Fakultet informatike i digitalnih tehnologija započeo je svoje postojanje kao Odjel za informatiku Sveučilišta u Rijeci. Dana 1. travnja 2008. nastali su Odjeli za informatiku, matematiku i fiziku  izdvajanjem tadašnjih Odsjeka za informatiku, matematiku i fiziku iz Filozofskog fakulteta u nezavisne odjele na razini Sveučilišta u Rijeci. Promjena imena Odjela za informatiku u Fakultet informatike i digitalnih tehnologija je dovršena 24. veljače 2022.
Unutar Filozofskog fakulteta akademske godine 2005./2006. izvršena je prilagodba studijskih programa s ciljem usklađivanja s Bolonjskom deklaracijom.
Akademske godine 2008./2009. pokrenuti su jednopredmetni i dvopredmetni diplomski studij Informatika nastavničkog usmjerenja, te su pritom revidirani prijediplomski studijski programi. Godinu dana kasnije, pored dva nastavnička smjera na diplomskom studiju Informatika otvorena su i dva opća smjera, s ciljem obrazovanja kadrova za rad u privredi. S ciljem otvaranja diplomskih studija širem krugu zainteresiranih studenata, 2010. godine pokrenut je razlikovni prijediplomski studij Informatika. S ciljem obrazovanja budućih znanstvenika i istraživača, 2012. godine pokrenut je poslijediplomski doktorski studij Informatika.
Od svojeg osnivanja do listopada 2012. nalazio se u zgradi Teologije u Rijeci (područni studij Katoličkog bogoslovnog fakulteta u Zagrebu) na adresi Omladinska 14, Rijeka, a od listopada 2012. godine nadalje nalazi na Kampusu Sveučilišta u Rijeci na Trsatu.

## Studijski programi

### Prijediplomski studij
Na prijediplomskoj razini Fakultet informatike i digitalnih tehnologija nudi studij Informatika s četiri modula:
- Razvoj programske potpore
- Komunikacijski sustavi
- Multimedijski sustavi
- Informacijski sustavi

Do 2017. godine bio je moguć upis i prijediplomskog dvopredmetnog studija Informatika u slobodnoj kombinaciji s nekim od studija koji se može studirati na Filozofskom fakultetu.

### Diplomski studij
Na Fakultetu postoje dva diplomska studijska programa:
- Informatika s dva modula, Inteligentni i interaktivni sustavi te Poslovna informatika
- Informatika, nastavnički smjer

Do 2021. godine bio je moguć upis i diplomskog dvopredmetnog studija Informatika, nastavnički smjer, u slobodnoj kombinaciji s nekim od nastavničkih studija koji se mogu studirati na Filozofskom fakultetu.

### Poslijediplomski studij
Na Fakultetu se također izvodi poslijediplomski doktorski studij Informatika.

## Znanstveno-istraživački rad
Znanstveno-istraživački rad na Fakultetu uključuje:
- raspoznavanje uzoraka (raspoznavanje i sinteza govora, raspoznavanje slika[9]), meko računarstvo, podatkovni inženjering (rudarenje podataka i strojno učenje[10]), raspodijeljene sustave[11][12]
- semantičke tehnologije (analiza društvenih mreža[13]), računalnu lingvistiku (strojno prevođenje, računalna analiza prirodnog jezika[14])
- primjenu informacijskih tehnologija u obrazovanju (e-učenje[15] i m-učenje, Web 2.0 alati, simulacija računalnih mreža[16]), razvoj informacijskih sustava[17] (baze i skladišta podataka[18])

## Suradnja s gospodarstvom
Fakultet surađuje s tvrtkama RIS d.o.o., Amdosoft d.o.o., iOLAP d.o.o. i Karpos d.o.o. iz Riječke regije.

### Partnerstvo s tvrtkom NVIDIA
Za akademsku godinu 2012./2013. sklopljeno je partnerstvo s tvrtkom NVIDIA u okviru programa GPU edukacijski centar (ranije nazvan CUDA nastavni centar) s ciljem razvoja nastavne djelatnosti u području paralenog programiranja na grafičkim procesorima. Isto partnerstvo trajalo je i kroz akademske godine 2013./2014., 2014./2015. i 2015./2016. Krajem 2016. godine NVIDIA je završila program, a time i partnerstvo s Fakultetom sve do ponovog početka suradnje sredinom 2022. godine ugovaranjem novog znanstvenog projekta.

## Smještaj
Od listopada 2012. godine Fakultet informatike i digitalnih tehnologija nalazi se u zgradi Sveučilišnih odjela na Kampusu na Trsatu, na adresi Radmile Matejčić 2, Rijeka. U istoj zgradi smješteni su i Fakulteti za matematiku i fiziku, Odjel za biotehnologiju, Centar za mikro i nano znanosti i tehnologije te Centar za napredno računanje i modeliranje.

## Unutarnji ustroj
Fakultet informatike i digitalnih tehnologija ustrojen je u 7 katedri i 5 laboratorija.

### Katedre
- Katedra za razvoj programske podrške, voditeljica: prof. dr. sc. Maja Matetić
- Katedra za inteligentne sustave, voditeljica: doc. dr. sc. Miran Pobar
- Katedra za komunikacijske i računalne sustave, voditelj: prof. dr. sc. Ivo Ipšić
- Katedra za multimedijske sustave i e-učenje, voditeljica: doc. dr. sc. Martina Holenko Dlab
- Katedra za informacijske sustave, voditeljica: izv. prof. dr. sc. Sanja Čandrlić
- Katedra za poslovnu informatiku, voditeljica: prof. dr. sc. Patrizia Poščić
- Katedra za primijenjenu matematiku i opće predmete

### Laboratoriji
- Laboratorij za raspoznavanje uzoraka i meko računarstvo[24], voditeljica: izv. prof. dr. sc. Marina Ivašić-Kos
- Laboratorij za semantičke tehnologije[25], voditeljica: izv. prof. dr. sc. Ana Meštrović
- Laboratorij za primjenu informacijskih tehnologija u obrazovanju[26], voditeljica: prof. dr. sc. Nataša Hoić-Božić
- Laboratorij za razvoj informacijskih sustava[27], voditelj: izv. prof. dr. sc. Božidar Kovačić
- Laboratorij za podatkovni inženjering i računalnu lingvistiku[28], voditeljica: izv. prof. dr. sc. Marija Brkić Bakarić

## Seminari
Na Fakultetu se redovito održavaju četiri seminara:
- BusinessClass, s temama iz područja poslovne informatike[30];
- OpenClass, s temama iz područja slobodnog softvera (u suradnji s Riječkom podružnicom Hrvatske udruge Linux korisnika)[31][32];
- ResearchClass, s temama iz područja znanstvenog istraživanja nastavnika, poslijedoktoranada i asistenata Fakulteta[33];
- StudentClass, predavanja studenata s osnovnim ciljem predstavljanja njihovih projekata, radova i postignuća[34].

## Aktivnosti studenata
U sklopu ERASMUS programa studenti mogu provesti semestar ili cijelu akademsku godinu u inozemstvu. Studenti su do sada išli na razmjenu u Austriju, Bosnu i Hercegovinu te Njemačku, a sklopljen je bilateralni ugovor i sa Slovenijom.
Studenti su organizirani u Studentski zbor na razini Fakulteta i na razini Sveučilišta te sudjeluju u mnogim drugim vannastavnim aktivnostima. Do sada su bivši studenti Fakulteta držali radionice na temu i razvoja web rješenja korištenjem jezika HTML i PHP, osnova 3D modeliranja korištenjem Autodesk Maye, Linux komandne linije i administracije te rada u programskom jeziku C#.

## Vanjske poveznice
- (hrv.) Fakultet informatike i digitalnih tehnologija, Sveučilište u Rijeci
- (engl.) Faculty of Informatics and Digital Technologies, University of Rijeka
- Facebook stranica
- LinkedIn stranica
- YouTube kanal